# John Frankenheimer

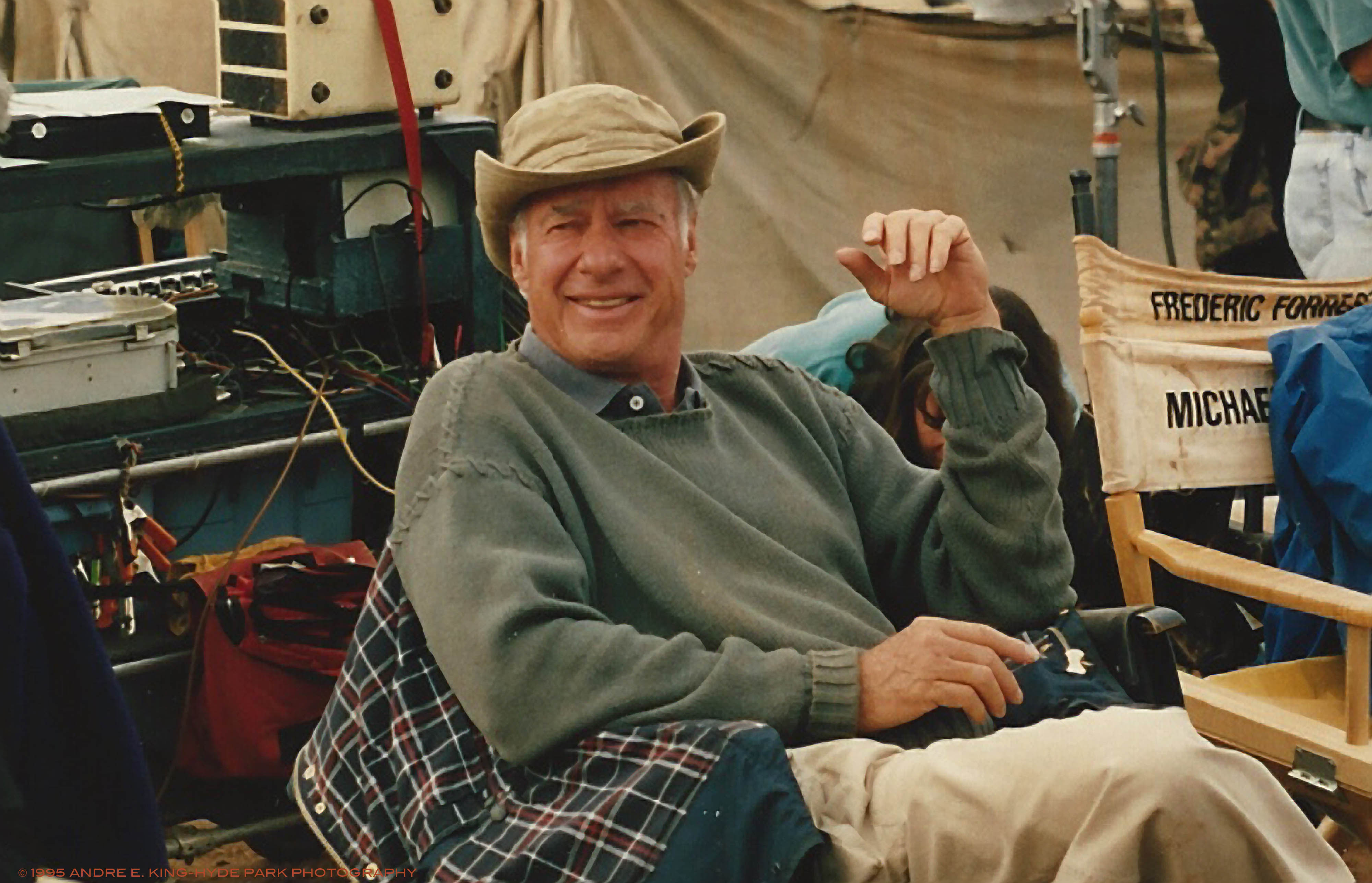
John Frankenheimer, ok. 1995

John Michael Frankenheimer (ur. 19 lutego 1930 w Nowym Jorku, zm. 6 lipca 2002 w Los Angeles) – amerykański reżyser, producent filmowy i scenarzysta.

## Życiorys
Urodził się w nowojorskiej dzielnicy Queens jako najstarszy z trójki dzieci Helen Mary (z domu Sheedy) i Waltera Martina Frankenheimera, maklera giełdowego. Jego matka była irlandzką katoliczką, a ojciec niemieckim Żydem. Wychowywany był w wierze katolickiej. Dorastał w Nowym Jorku, gdzie od najmłodszych lat fascynował się filmem i co weekend chętnie chodził do kina. W 1947 ukończył Akademię Wojskową La Salle w Oakdale na Long Island w stanie Nowy Jork, a w 1951 uzyskał maturę z języka angielskiego w Williams College w Williamstown w stanie Massachusetts, gdzie jako kapitan drużyny tenisowej rozważał karierę zawodową w tenisie.
W latach 1951–1953 służył w jednostce filmowej sił powietrznych USA, w randze porucznika w wojnie koreańskiej, reżyserując filmy dla armii. Po opuszczeniu jednostki filmowej USA Siły Powietrzne, Frankenheimer zapewnił sobie stanowisko asystenta reżysera w stacji CBS w Nowym Jorku. Jego pierwszą pracą reżysera telewizyjnego był odcinek serialu You Are There – pt. Spisek przeciwko królowi Salomonowi (1954) z Walterem Cronkite w roli narratora. W 1954 przeniósł się do Kalifornii i kontynuował współpracę z CBS, reżyserując odcinki Climax! (1955–1956) i Playhouse 90 (1956–1960). Frankenheimer zadebiutował jako reżyser w filmie fabularnym Obcy chłopiec (The Young Stranger, 1956) z udziałem Kim Hunter. Jego dramat Wszystkie mu ulegają (All Fall Down, 1962) na podstawie sztuki Williama Inge’a z Eva Marie Saint i Warrenem Beatty na Festiwalu Filmowym w Cannes nominowany był do Złotej Palmy. Był dwukrotnie nominowany do Złotego Globu dla najlepszego reżysera – dreszczowca Przeżyliśmy wojnę (The Manchurian Candidate, 1962) i dramatu politycznego Siedem dni w maju (Seven Days in May, 1964). W 1997 został uhonorowany Nagrodą Saturna za całokształt twórczości.

## Filmografia
- 1957: The Young Stranger
- 1961: Młodzi dzicy (The Young Savages)
- 1962: Wszystkie mu ulegają (All Fall Down)
- 1962: Ptasznik z Alcatraz (Birdman of Alcatraz)
- 1962: Przeżyliśmy wojnę (The Manchurian Candidate)
- 1964: Siedem dni w maju (Seven Days in May)
- 1965: Pociąg (The Train)
- 1966: Twarze na sprzedaż (Seconds)
- 1966: Grand Prix
- 1968: Żyd Jakow (The Fixer)
- 1969: Cyrk straceńców (The Gypsy Moths)
- 1970: Na krawędzi (I Walk the Line)
- 1971: Jeźdźcy (The Horsemen)
- 1973: Przyjdzie na pewno (The Iceman Cometh)
- 1974: 99 and 44/100% Dead
- 1975: Francuski łącznik II (French Connection II)
- 1977: Czarna niedziela (Black Sunday)
- 1979: Przepowiednia (Prophecy)
- 1982: Wyzwanie (The Challenge)
- 1985: Pakt Holcrofta (The Holcroft Covenant)
- 1986: 52 Pick-up
- 1989: Kula w łeb (Dead Bang)
- 1990: Czwarta wojna (The Fourth War)
- 1991: Rok pod znakiem karabinu (Year of the Gun)
- 1994: Bunt (Against the Wall, HBO)
- 1994: Sezon w piekle (The Burning Season, HBO)
- 1996: Andersonville (TNT)
- 1996: Wyspa doktora Moreau (The Island of Dr. Moreau)
- 1997: George Wallace (TNT)
- 1998: Ronin
- 2000: Uwikłany (Reindeer Games)

## Nagrody
- Nagroda Emmy
  - 1998: George Wallace
  - 1996: Andersonvile
  - 1995: Sezon w piekle
  - 1994: Bunt